# Jinan dvoulaločný Praga
Jinan dvoulaločný 'Praga' je významný strom, který roste v botanické zahradě Univerzity Karlovy v Praze Na Slupi.

## Základní údaje
- věk: přibližně 163 let (aktuálně)[1]

Strom je unikátním kultivarem jinanu dvoulaločného, pravděpodobně byl vyšlechtěn z kultivaru 'Pendula'. Oproti tomu se liší větvemi, které jsou spíše rovné než převislé. Původní označení kultivaru 'Pragensis' bylo roku 1996 přejmenované výzkumným ústavem Sylva Taroucy pro krajinu a okrasné zahradnictví v Průhonicích na 'Praga'. V roce 2003 byl uváděn odhad věku 130-140 let, roku 2011 pak 148-150 let.

## Stav stromu a údržba
Jinan byl v minulosti dlouhodobě pěstován pracovníky botanické zahrady v samostatné nádobě nebo sudu. Jeho korunu tvarovali podobným způsobem jako pěstitelé bonsají, což dalo vzniknout současnému tvaru stromu s krátkým silným kmenem a širokou korunou. Až při jedné z posledních rekonstrukcí skleníků došlo k vysazení do volné půdy. I nadále dochází k úpravě koruny, aby si zachovala deštníkovitý habitus.

## Další zajímavosti
Jinanu byl věnován prostor v pořadu České televize Paměť stromů, konkrétně v dílu 15, Stromy s NEJ, kde jej popisoval doktor Václav Větvička, tehdejší ředitel botanické zahrady.
Tento jinan dvoulaločný inspiroval Jaroslava Foglara. V knize Stínadla se bouří jedna ze skupin Vontů zvaná Uctívači ginga užívá listy ginkga jako odznak příslušnosti. Tento motiv autor čerpal právě z tohoto stromu,[zdroj?] v mládí totiž bydlel v blízkosti botanické zahrady.

## Památné a významné stromy v okolí
- Platan na Karlově náměstí